# آلفرد ماهان
آلفرد تیر ماهان(به انگلیسی: Alfred Thayer Mahan) (۲۷ سپتامبر ۱۸۴۰- ۱ دسامبر ۱۹۱۴) نظامی و افسر نیروی دریایی، هیدرو استراتژیست و مربی بود. او نویسندهٔ کتاب اثرگذار و نامدار تأثیر و قدرت دریایی در تاریخ بود. او در این کتاب اثبات می‌کرد که نیروی دریایی عاملی قاطع برای فرمانروایی بر جهان بوده است. زیر تأثیر او و کتابش کشورهایی چندی به بهسازی نیروی دریایی خود پیش از جنگ جهانی یکم پرداختند. کشتی‌های چندی به نام او یواس‌اس ماهان نام‌گذاری‌شده‌اند.
در سپتامبر ۱۹۰۲، ماهان اصطلاح «خاورمیانه» را که در مقاله «خلیج فارس و روابط بین‌الملل» در نشریه نشنال ریویو منتشر شد، رایج کرد.

## زندگی
پدر او دنیس هارت ماهان استاد دانشگاه نظامی وست پوینت بود و مهندسی نظامی و غیرنظامی می‌آموزاند. آلفرد ماهان از دانشکده آناپولیس دانش‌آموخته گردید. سپس افسر نیروی دریای گردید ولی تنها زمانی کوتاه در جنگ داخلی آمریکا را در میدان جنگ به سر برد. آنگاه یک دورهٔ پانزده‌ساله را در برزیل، خاور و اروپا خدمت‌کرد. پس از آن کتابچه را به نام خلیج و آب‌های داخل خشکی دربارهٔ تاریخ نیروی دریایی آمریکا در زمان جنگ درونی به سال ۱۸۸۳ نگاشت. پس از چندی دریادار استیون بی لوس از او خواست که در دانشکده جنگ دریایی که به تازگی در نیوپورت راه‌اندازی‌شده‌بود تدریس کند. این وظیفهٔ تازه سبب دگرگونی در آیندهٔ کاری و نامداریش گردید. وی تا آن زمان هنوز درجهٔ سروانی داشت.

## نگارش کتاب
پیش از آغاز سخنرانی در دانشگاه بدو یک‌سال زمان داده‌شد تا دربارهٔ موضوع سخنرانی پژوهش‌کند. وی در سپتامبر ۱۸۸۶ در برابر شمار اندکی از افسران سخنرانی‌هایی کرد که چهار سال پس از آن در کتابی به نام نفوذ و تأثیر قدرت دریایی در تاریخ ۱۶۶۰–۱۷۸۳  نشر یافت. او از روی عمد قدرت یا نیروی دریایی را به جای واژهٔ بحریه به کار برد چون بر این باور بود که اثرش در دل بیشتر است. این کتاب در اصل داستان چگونگی پیشرفت نیروی دریایی انگلستان از میانهٔ سدهٔ هفدهم پس از زایش تا پایان جنگ‌های ناپلئونی می‌باشد. ماهان در این کتاب به برپایی و سراشیب نیروی دریایی ملت‌ها می‌پردازد. ماهان شرایط دارا بودن نیروی دریایی توانا را برای هر ملتی شش تا می‌داند: ۱. موقعیت جغرافیایی، ۲. وضع طبیعی، ۳. گستردگی سرزمین، ۴. شمار جمعیت، ۵. ویژگی‌های مردم، ۶. نوع دولت. او در این کتاب نشان می‌دهد که چگونه انگلستان بر هماوردانش چیرگی یافت. او قدرت دریایی را چیزی فراتر از نیروی جنگی ناوگانی و دربردارندهٔ پایگاه دریایی و ترابری دریایی و بازرگانی نیرومند نیز می‌باشد. او نیکبختی ملی را در دارا بودن هردوی نیروی دریایی نیرومند و ناوگان بازرگانی توانا می‌داند. ماهان بر این باور بود که سرزمینی که ناگزیر به پدافند زمینی نباشد و نیز ناچار به توسعه‌طلبی زمینی نباشد سود بیشتری از این موقعیت خود خواهد برد. او در کتابش کشورهایی چون انگلستان، فرانسه و هلند را برای نمونه می‌آورد. او می‌نویسد که فرانسه از آنجا که از یکسو به دریای مدیترانه و روبه‌رو بودن با اقیانوس از سویی دیگر آسیب‌پذیرتر از کشورهای دیگراست و وضع این کشور را با آمریکایی که میان دو اقیانوس اطلس و آرام جای‌دارد همانند می‌دانست. از دیرسو انگلستان را از این رو سرور دریاهای آن زمان می‌دانست که از یکسو بر دریای مانش چیره است و از دیگرسو بر راه‌های بازرگانی دریای شمال دست‌دارد. او لنگرگاه‌های بسیاری را نیاز می‌دانست. او می‌نویسد که از آنجا که هلند و انگلستان از باروری زمین‌ها بی‌بهره بودند به دریاها روی آوردند ولی چون فرانسویان و آمریکایی‌ها از زمین بارور بهره‌مند بودند به دریاها توجهی نداشتند. ماهان گستردهٔ کرانه‌های آبی یک کشور و نسبت جمعیت آن کشور با درازای کرانه‌ها را نیز بسیار مهم می‌دانست. او دربارهٔ فاکتور جمعیت بر این باور بود که نباید تنها به کل جمعیت توجه داشت بلکه می‌بایست جمعیت دریانورد را در نگرداشت. او گرایش‌های بازرگانی‌دوست و دریانوردانهٔ انگلیسی‌ها را در سنجش با فرانسوی‌های برزگردوست سبب سالاری آنان بر دریاها می‌دانست. همچنین انگلیسی‌ها و هلندی‌های بازرگانی‌پرور در سنجش با اسپانیاییان و پرتغالی‌های جویندهٔ طلا که ریسک بازرگانی را نمی‌پذیرفتند و همچنین فرانسویان پول‌جمع‌کن و ریسک‌ناپذیر کامران‌تر بودند. او گرایش به بازرگانی و داد و ستد را یک ویژگی ملی می‌دانست که پایه‌ریز نیرومندی دریایی آن ملت می‌گشت. ماهان همچنین برپایی مستعمره‌هایی تندرست را یک فاکتور مهم می‌دانست و یکی از دلیل‌های کامیابی انگلسیان را در برپایی نیروی دریایی توانمند اُخت شدن این ملت با سرزمین‌های تازه‌یشان بود در حالی که برای نمونه اسپانیایی‌ها بیش از هر چیز در اندیشهٔ تاراج مستعمره‌هایشان بودند. ماهان گونهٔ دولت بر سر در هر کشور را هم یکی از فاکتورهای مهم در سروری بر دریاها می‌داند. او دولت‌های مردمسالار را در این راستا بیشتر می‌پسندید ولی گوشزد می‌سازد که یک سامانهٔ خودکامه با نظامی هماهنگ و هشیار می‌تواند قدرت دریایی بیشتری را پدیدآورد ولی ایراد کار اینجاست که با کنار رفتن آن دولت روند برای پی‌گرفتن سیاست‌های دریایی آن دولت بازمی‌ایستد. او انگلیسی‌ها را در پی‌گرفتن سیاست‌هایشان توانا می‌داند زیرا بی‌اعتنا به اینکه کدامین پادشاه یا حزب بر سر کار است به بُرنایی قدرت دریایی خود همواره می‌کوشیدند. ماهان می‌گوید که دولت‌ها باید در دورهٔ صلح مردمان خود را به فعالیت‌های دریایی بینگیزانند و در دورهٔ جنگ نیروی دریایی در خور با دیگر نیروهایشان و به تناسب ناوگان بازرگانی خود تجهیز نمایند. او داشتن پایگاه‌های دریایی دوردست با کشتی‌های جنگی را نیازا می‌دید و آمریکا را که آن زمان از چنین پایگاه‌هایی بی‌بهره بود در این راستا ناتوان می‌دانست. بدین‌سان او به واکاوی جنگ‌های دریایی اروپا میان سال‌های ۱۶۶۰ تا ۱۷۸۳ ترسایی می‌پردازد. او تاریخ آن زمان اروپا را کشکمکش برای چیرگی بر دریاها می‌دانست. او بر این باوراست که یک محاصرهٔ دریایی سراسری بسیار کاراتر از یک لشکرشکست‌ناپذیر زمینی‌است. ماهان می‌گوید که نوشته‌هایش دربارهٔ نیروی دریایی یک نوآوری نبوده و پیش از او کسانی چون رلی و بیکن چیزهایی در این باره نوشته‌اند و کسانی چون توسیدید، خشایارشا و تموستکلس به اهمیت این اندیشه‌ها پی برده‌بودند.

## اثرگذاری
این کتاب به سرعت پس از نشر در جهان نامدار گردید و توجه بدان در بیرون از آمریکا بسیار بیشتر از درون آن کشور بود. این کتاب به زودی به زبان‌های ژاپنی، آلمانی، فرانسوی، ایتالیایی، روسی و اسپانیایی برگردان‌شد و به چاپ‌رسید. این کتاب نقش اثرگذاری در بهسازی نیروی دریایی و پیشبرد هدف‌های دریایی کشورها گردید. در انگلستان از او و کتابش استقبال شایانی‌کردند. هنگامی که او در سال‌های ۱۸۹۳ و ۱۹۰۴ بدان کشور سفر کرد وی مهمان افتخاری شهبانو ویکتوریا و نخست‌وزیر آن سرزمین گردید. همچنین وی نخستین مهمان افتخاری ارتش و باشگاه نیروی دریایی انگلستان گردید. همچنین دانشگاه‌های آکسفورد و کمبریج بدو درجهٔ افتخاری دادند. هنگامی که درگذشت نشریه پست انگلستان ملت انگلستان را مدیون به این مرد آمریکایی دانست. ویلهلم دوم قیصر آلمان هم توجه بسیاری به کتاب ماهان نمود و برای برپایی نیروی دریایی نوین آن کشور از راهکارهای این کتاب بهره‌گرفت. در ژاپن به ناخدایان نیروی دریایی آن کشور به همراه ابزار مورد نیازشان، یک جلد کتاب ماهان را نیز می‌دادند. حتی ژاپنی‌ها به او پیشنهاد دادند که رایزن رسمی نیروی دریایی آن کشور شود، گرچه او نپذیرفت ولی ژاپنی‌ها رهنمودهای کتابش را در بهبود ناوگان دریایی خود به‌کاربستند. با این همه خود آمریکایی‌ها به این کتاب بی‌توجه ماندند. او بر این باور بود که این کشور باید به کوشش بیشتر در بازرگانی خارجی با دیگر کشورها بپردازد. او می‌گفت که هاوایی باید به آمریکا پیوسته‌گردد تا پایگاه دریایی این کشور در اقیانوس آرام گردد. همچنین او رابطهٔ دریای کارائیب با آمریکا را همانند دریای مدیترانه با اروپا می‌دانست. نوشته‌های او بر روی دو تن یکی تئودور روزولت و دیگری هنری کابوت لاج عضو مجلس سنای آمریکا اثرگذاشت و آنان آن را سرمشق راه‌اندازی نیروی دریایی نیرومند آیندهٔ آمریکا ساختند.

## دیگر اثرها
پس از موفقیت این کتاب ماهان به نگارش نزدیک به بیست جلد کتاب و مقاله پرداخت؛ از آن جمله تأثیر و نفوذ نیروی دریایی در انقلاب کبیر فرانسه و امپراتوری ناپلئون ۱۷۹۳–۱۸۱۲ را می‌توان نام‌برد. همچنین زندگی‌نامهٔ فاراگت، زندگی‌نامهٔ نلسون و کتاب نیروی دریایی از لحاظ ارتباطی که با جنگ ۱۸۱۲ داشت دیگر نوشته‌های توجه‌برانگیز اویند.

## پایان زندگی
به او در ۱۹۰۶ و پس از بازنشستگی درجهٔ دریاداری داده‌شد. مرگ او درسال ۱۹۱۴ بر اثر سکتهٔ قلبی بود.